# زوبولا
زوبولا (فريوليان قياسي: Çopule; فريوليان الغربية: Sopula) هي بلدية (بلدية) في مقاطعة بوردينوني في المنطقة الإيطالية فريولي فينيتسيا جوليا ، وتقع على بعد حوالي 90 كيلومترا (56 ميلا) شمال غرب تريست وحوالي 9 كيلومترات (6 أميال) شرق بوردينوني.
كتب الشاعر الإيطالي بيير باولو بازوليني قصيدة بعنوان Le gioie di Orcenico ("أفراح أورسينيكو") ، لأنه عاش في كاسارسا ديلا ديليزيا ، وليس بعيدا عن فرازيوني زوبولا (قرية صغيرة) في أورسينيكو من عام 1943 إلى عام 1949.

## المعالم السياحية الرئيسية
- قلعة Panciera Counts (القرن الرابع عشر) ، التي يملكها بطريرك أكويليا والكاردينال أنطونيو بانسييرا . يحتوي الفناء الداخلي على لوحات جدارية لبومبونيو أمالتيو
- كنيسة سان مارتينو
- كنيسة سان ميشيل في فرازيوني أوفوليدو بلوحات جدارية ولوحات من القرن السادس عشر
- كنيسة سانت أندريا في كاستيون ، مع لوحتين من لوحات أمالتيو وواحدة لأنطونيو كارنيو

## علاقات دولية
زوبولا هي توأمة مع:
- Tonneins، France, since 1981
- Sankt Georgen am Längsee، Austria, since 1996

## الناس
- سيلسو بينينو لويجي كوستانتيني

## روابط خارجية
- الموقع الرسمي